# Афанасій (Мовчанівський)
Єпи́скоп Афана́сій (у миру Я́ків Опана́сович Мовчані́вський, також Я́ків Пана́сович Молчано́вський) (1887, с. Пархомівка Сквирського повіту Київської губернії — 8 січня 1938, розстрільний полігон НКВД СРСР в урочищі Сандармох, нині в Медвеж'єгорському районі Республіки Карелії, РФ) — церковний діяч в Україні, архієрей Київського екзархату Російської православної церкви. Єпископ Сквирський, вікарій Київської єпархії в середині 1920-х років.
Жертва більшовицького терору.

## Життєпис
Народився в с. Пархомівка, нині Білоцерківського району на Київщині в сім'ї дячка. У деяких церковних джерелах (переважно російських) вказано також місце народження с. Яраначей Білоцерківського повіту Київської губернії (похибка в написанні, села з цією назвою на Київщині ніколи не було).
Освіту здобув у Київській духовній академії зі ступенем кандидата богослов'я. Під час навчання був регентом академічного хору (1910—1912), брав участь в упорядкуванні й комплектуванні нотної бібліотеки хору. Висвячений на священника, служив у київській Введенській церкві на Подолі, потім — у Притиско-Микільській. Розлучившись із дружиною, 1924 року прийняв чернецтво з ім'ям Афанасій. Після того — єпископ Сквирський (у деяких джерелах — Сквирський і Бердичівський), вікарій Київської єпархії (таємна хіротонія в Ближніх печерах Києво-Печерської лаври) — чин хіротонії здійснили єпископ Уманський Макарій (Кармазин) та єпископ Ананьївський Парфеній (Брянських).
Активно боровся проти обновленців, у серпні 1924 року арештований, перебував у будинку примусових робіт. Звільнений у вересні 1925 року, після чого жив у Києві, постійно служив у Іонинському монастирі, що в урочищі Звіринець. У середині травня 1926 року висланий до Курська, потім через Москву — до Омська. У той час репресованому церковному діячеві допомагав матеріально єпископ Георгій (Делієв). Афанасій визнавав намісником митрополита Крутицького Петра (Полянського), таємно листувався з єпископом Василієм (Богдашевським). Як стверджує історик церкви, православний богослов Лев Реґельсон, єпископ Афанасій, перейшовши в опозицію до митрополита Сергія (Страгородского), не пристав до жодного з церковних угруповань.
Під час заслання знову арештований разом з іншими архієреями, що становили опозицію митрополитові Сергію, якого вважали ставлеником більшовиків. Рішенням окремої наради при колегії ОДПУ СРСР від 26 липня 1929 року Яків Мовчанівський дістав три роки концтабору. Відбував покарання на Соловках до звільнення 1930 року. Знову засуджений 1933 року за статтею 58-10 КК РСФСР на три роки й відправлений на Соловки. У неволі 1935 року покараний — позбавлений заліку робочих днів за весь період перебування в таборі. Після звільнення 1936 року жив у Повенці, працював інспектором санітарної служби Біломорканалу.
У період «єжовщини» арештований 14 жовтня 1937 року, звинувачений у тому, що систематично проводив серед в'язнів і вільного населення контрреволюційну агітацію проти керівників партії та уряду, критикував у контрреволюційному дусі заходи влади. Окрема трійка УНКВД Ленінградської області 19 грудня 1937 року ухвалила рішення про розстріл. Страчений 8 січня 1937 року в урочищі Сандармох поблизу Повенецької затоки Онезького озера.
Посмертно реабілітований 14 липня 1989 року Прокуратурою Омської області СРСР (щодо репресій 1929 року).